# Куриная пушка

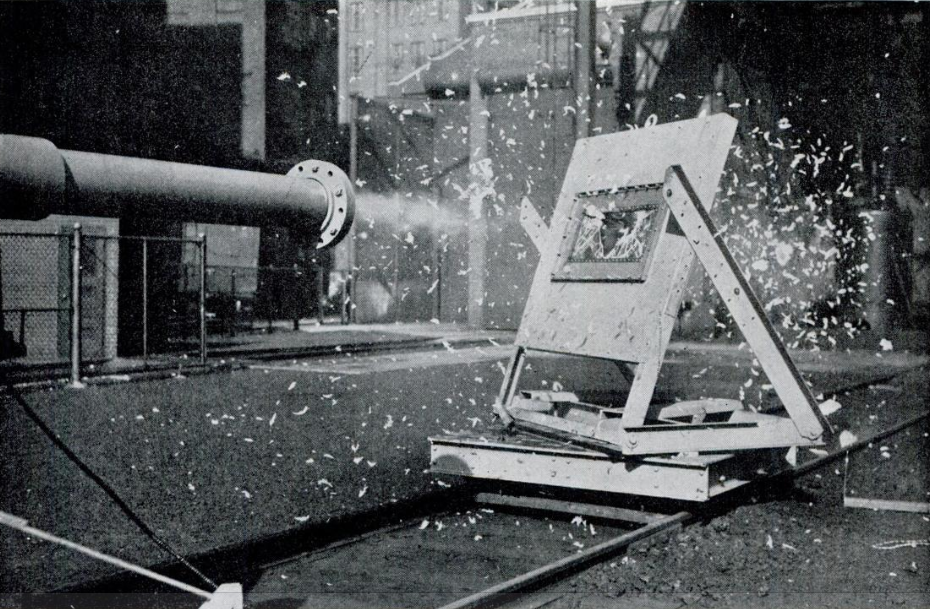
Первая куриная пушка, построенная в 1942 году и компанией Westinghouse Electric and Manufacturing Company, стреляет по стеклянной панели

Куриная пушка (англ. chicken gun) или имитатор удара в полёте (flight impact simulator) — пневматическая пушка большого диаметра, используемая для стрельбы птичьими тушками по компонентам самолёта для имитирования столкновений с птицами на большой скорости. Реактивные двигатели и лобовые стёкла самолётов особенно уязвимы в результате таких столкновений и являются наиболее распространённой мишенью при таких испытаниях. Хотя при испытаниях и сертификации самолётов используются различные виды птиц, устройство получило общее название «куриная пушка», поскольку курицы являются наиболее часто используемым при имитации из-за их доступности.

## Предыстория
Столкновения с птицами представляют серьезную угрозу безопасности полётов, особенно если происходят при взлёте и посадке, когда нагрузка на экипаж наиболее высока и высота небольшая. Скорость при столкновении реактивного самолёта с птицей, может быть значительной — чаще всего около 350 км/ч. Птица, столкнувшаяся с лобовым стеклом самолёта, может пробить или разбить его, травмировав лётный экипаж или ухудшив его способность видеть. На больших высотах столкновение может привести к неконтролируемой декомпрессии. Птица, попавшая в реактивный двигатель, может сломать лопатки компрессора двигателя, что может привести к катастрофическим повреждениям.
Для предотвращения столкновений с птицами применяются различные меры, такие как использование систем отпугивания в аэропортах для предотвращения скопления птиц, контроль численности с использованием хищных птиц или огнестрельного оружия, а также птичьи радары, которые отслеживают стаи птиц и предупреждают пилотов и авиадиспетчеров.
Несмотря на это, риск столкновения с птицами устранить невозможно, и поэтому большинство государственных органов по сертификации, таких как Федеральное управление гражданской авиации США и Европейское агентство авиационной безопасности, требуют, чтобы авиационные двигатели и планеры были в определённой степени устойчивы к столкновения с птицами в рамках процесса сертификации лётной годности. В целом, двигатель не должен подвергаться неконтролируемому отказу (событие, при котором вращающиеся части выбрасываются из корпуса двигателя) после столкновения с птицей определённого размера, а удар птицы по корпусу летательного аппарата не должен препятствовать продолжению безопасного полёта и нормальной посадке.

## История
Первая куриная пушка была построена в 1942 году Управлением гражданской авиации США в сотрудничестве с компанией Westinghouse Electric and Manufacturing Company в лаборатории компании в Питтсбурге. Пушка была способна стрелять птичьими тушками со скоростью до (640 км/ч, хотя большинство испытаний проводились с начальной скоростью около 430 км/ч. В качестве метательного заряда использовался сжатый воздух. Компрессор накапливал воздух в аккумуляторе до тех пор, пока не было достигнуто достаточное давление. Чтобы выстрелить из пушки, оператор активировал открытие электрического быстроразъемного клапана, сбрасывая сжатый воздух в ствол. Начальные скорости изменялись за счёт изменения давления, накопленного в аккумуляторе.
Испытания, проведённые с помощью пушки, стали первыми в своём роде и показали, что стекло, используемое в лобовых стеклах обычных пассажирских самолетов, таких как Douglas DC-3, было чрезвычайно уязвимо при столкновении с птицами; панели были полностью пробиты птицей весом 1,8 килограмм, летящей со скоростью 121 км/ч. Последующие испытания показали, что ламинированные панели, изготовленные из стекла с добавлением поливинилхлорида, обладают гораздо большей стойкостью.
Пушка использовалась в лаборатории до ноября 1943 года. В начале 1945 года она была перевезена в Центр исследований и разработок CAA в Индианаполисе, называемом Экспериментальной станцией Индианаполиса, где использовалась для тестирования компонентов различных производителей коммерческих самолётов. В 1947 году использование пушки прекратилось. Аналогичная пушка была разработана компанией De Havilland Aircraft Company в Великобритании в середине 1950-х годов. В 1961 году британское Королевское авиастроительное предприятие также построило куриную пушку, а в 1967 году Отдел машиностроения Национального научно-исследовательского совета Канады обратился в предприятие для консультации при создании своего «имитатора удара в полёте». Пушка использовалась до 2016 года, после чего он был передан в дар Канадскому музею авиации и космонавтики и заменён парой более современных пушек. В 1970-х годах компания Goodyear Aerospace разработала пушку, которая накапливает сжатый воздух за керамическим мембранным уплотнением и использовала картонный поддон для центрирования и стабилизации курицы. При выстреле игла попадала в уплотнение, разрывая уплотнение и позволяя воздуху продвигать снаряд вниз по стволу. Металлическое кольцо на дульном срезе останавливало поддон, позволяя курице вырваться из ствола.
В 1972 году военно-воздушные силы США построили AEDC Ballistic RangeS-3 для испытания компонентов военных самолётов. Как и предыдущие куриные пушки, S-3 использовала сжатый воздух для запуска своих снарядов. Позже пушка была использована при разработке и сертификации нескольких военных самолетов США, включая F-4, F-111 и A-10. По состоянию на 2007 год пушка находилась в эксплуатации.
Предпринимались попытки разработать искусственные аналоги птиц для использования испытаниях, чтобы заменить использование туш. Мотивы для этого варьируются от обеспечения того, чтобы результаты были легко воспроизводимы в отрасли, затрат и учета мнений активистов по защите прав животных. Однако некоторые инженеры выразили обеспокоенность тем, что испытания с искусственными птицами не дают точного представления о силах, задействованных при ударах реальных птиц, поскольку у аналогов отсутствуют кости. Некоторые идут дальше и утверждают, что птицы, выращенные на фермах, обычно используемые в тестах, также нерепрезентативны из-за меньшей плотности их мышечной ткани.

## Использование при сертификации самолётов
Во время разработки Boeing 757 в 1970-х годах крыша кабины была подвергнута испытанию куриной пушкой, в ходе которого 1,8 килограммовая курица была выпущена со скоростью 670 км/ч в неподвижную кабину. К удивлению инженеров Boeing, курица пробила обшивку самолёта. В результате пришлось усилить защиту кабину пилотов Boeing 757 и Boeing 767, которые имели одинаковую конструкцию. Несколько 767 уже находились в эксплуатации, и их пришлось отозвать. Позже в процессе разработки 757 был проведён тест на попадание птиц в окна самолёта, снова использовалась куриная пушка. Сертификационные требования Управления гражданской авиации Великобритании в то время были более строгими, чем требования Федерального управления гражданской авиации США, и требовали, чтобы металл вокруг окон также не был уязвим при столкновении с птицей. Boeing 757 не прошёл этот тест, потребовалась дальнейшая доработка.
После катастрофы космического шаттла «Колумбия» в 2003 году куриная пушка AEDC S-3 была перепрофилирована для проверки устойчивости различных компонентов шаттла и топливных баков. Цель состояла в том, чтобы выяснить точную причину катастрофы и установить, требовались ли какие-либо модификации.